# Rerum ecclesiae
Die Enzyklika Rerum Ecclesiae wurde am 28. Februar 1926 von Papst Pius XI. veröffentlicht. Sie trägt den Untertitel: „Über die Pflicht und Art der Förderung der heiligen Mission“. Von diesem Schreiben gingen starke Impulse für die missionarische Arbeit der Katholischen Kirche aus.

## Bettler für Christus
An die Missionare gewandt, erläuterte er die Missionsarbeit und forderte sie auf, sich nicht zu scheuen, zu „Bettler für Christus“ und zu Bettlern für das „Heil der Seelen“ zu werden. Eines der wichtigsten Merkmale für die Missionare bezeichnet er mit Barmherzigkeit und fordert auf, den allerärmsten Menschen, die Not leiden, die krank sind, die hungrig und durstig sind, mit der Barmherzigkeit Gottes zu begegnen. Er wies darauf hin, dass auch der Mutter Jesu die Aufgabe der Mission übergeben wurde.

## Pflicht und Art der Mission
Er geht wiederum auf die Grundlage der Mission ein und unterstreicht, dass es von jeher die Aufgabe der Päpste gewesen, sei den Völkern die Frohe Botschaft und die christliche Welt zu vermitteln. Er will erreichen, dass Missionierung auch von den Landsleuten der Missionsländer übernommen werde, denn sie hätten die Mittel in der Hand und seien weniger weit vom Einheimischen entfernt.

## Apostolische Anweisung
Er weist den Klerus an und sagt, dass es „Unser“ (er meint damit sein) Wille und Befehl sei, den „Eingeborenen“, und hier meint er die einheimische Bevölkerung des Missionslandes, nicht der Weg zum Priester- oder Mönchstum verweigert werden darf. Auch dürften diese nicht als „minderwertige Menschen“ mit „beschränkter Intelligenz“ betrachtet werden, sie seien vielmehr „gleichwertige Mitglieder“ der Kirche. Ihnen solle dann auch in ihren Land die Missionsarbeit übertragen werden.